# Nikolaos Kanabos
Nikolaos Kanabos, (řecky Νικόλαος Καναβός, † 1204) byl byzantský šlechtic a několik dní na začátku roku 1204 byzantský císař.
Po pádu Izáka II. a jeho syna a spoluvládce Alexia IV. v lednu 1204 se sešel senát a duchovenstvo, aby určili nového vládce. Poté, co několik kandidátů, včetně jakéhosi Radenosa, nominaci odmítlo, volba 28. ledna padla na šlechtice Nikolaose Kanabose. Stalo se to však také proti jeho výslovné vůli. Jako basileus neměl prakticky žádnou politickou moc a ani nemohl opustit chrám Hagia Sofia.
Generál Alexios Dukas Murtzuflos, který již byl zodpovědný za svržení vládnoucího dua, měl sám zálusk na trůn. Nabídl proto Nikolaosu Kanabosovi důležité místo, jestliže by byl jmenován vládcem. Poté, co Nikolaos Kanabos tuto nabídku odmítl, Alexios ho nechal 3. února uvěznit a o něco později zavraždit. Alexios pak vstoupil jako Alexios V. 5. února 1204 na trůn sám.